# Colpotrochia plana
Colpotrochia plana là một loài tò vò trong họ Ichneumonidae.